# John Pohl
John Pohl, född 29 juni 1979 i Rochester, Minnesota, är en amerikansk före detta ishockeyspelare som spelade i Elitserielaget Frölunda HC under delar av säsongen 2008-09, för vilka han gjorde 12 poäng på lika många matcher.
Pohl debuterade för Frölunda den 24 januari 2009 i hemmamatchen mot HV71 och gjorde två mål, varav ett var det avgörande målet i sudden death. Frölunda vann matchen med 5-4.
Pohl har även spelat för Worcester IceCats, Toronto Marlies, Toronto Maple Leafs, HC Lugano och för Chicago Wolves.
Han är gift med Krissy Wendell som är kapten för USA:s damlandslag i ishockey.